# Hauglandtoppen
Der Hauglandtoppen ist ein Nunatak im ostantarktischen Königin-Maud-Land. Im Fimbulheimen ist er der westlichste der Lingetoppane. 
Wissenschaftler des Norwegischen Polarinstituts benannten ihn 1969 nach Knut Haugland (1917–2009), Widerstandskämpfer gegen die deutsche Besatzung Norwegens im Zweiten Weltkrieg und 1947 Teilnehmer an der Kon-Tiki-Expedition von Thor Heyerdahl.